# Gynanisa arba
Gynanisa arba is een vlinder uit de familie nachtpauwogen (Saturniidae). De wetenschappelijke naam van de soort is voor het eerst geldig gepubliceerd in 2008 door Philippe Darge.

## Type
- holotype: "male. X.1973. leg. J. Mollet. genitalia slide Darge SAT no. 745/2008"
- instituut: Collectie Philippe Darge, Clénay, Frankrijk
- typelocatie: "Ethiopia, Arba Minch"